# О’Лири, Питер
Питер О'Лири (англ. Peter O'Leary; род. 3 марта 1972, Веллингтон) — новозеландский футбольный судья. В свободное от судейства время работает учителем. Владеет только английским языком. Судья ФИФА, судит международные матчи с 2003 года. Один из судей розыгрыша финальной стадии Чемпионата мира 2010 в ЮАР и чемпионата мира 2014 в Бразилии. В среднем за игру демонстрирует 4,13 желтой и 0,2 красной карточек. В одной из игр показал десять желтых и одну красную карточку (Данные на июль 2010 года). Судил матчи Олимпийского футбольного турнира 2012 года в Лондоне.
Один из судей розыгрыша финального турнира чемпионата мира 2014 года в Бразилии.